# Gravure idol
 (signalé en mai 2025).
Si vous disposez d'ouvrages ou d'articles de référence ou si vous connaissez des sites web de qualité traitant du thème abordé ici, merci de compléter l'article en donnant les références utiles à sa vérifiabilité et en les liant à la section « Notes et références ».
- Archive Wikiwix
- Bing
- Cairn
- DuckDuckGo
- E. Universalis
- Gallica
- Google
- G. Books
- G. News
- G. Scholar
- Persée
- Qwant
- (zh) Baidu
- (ru) Yandex
- (wd) trouver des œuvres sur Wikidata

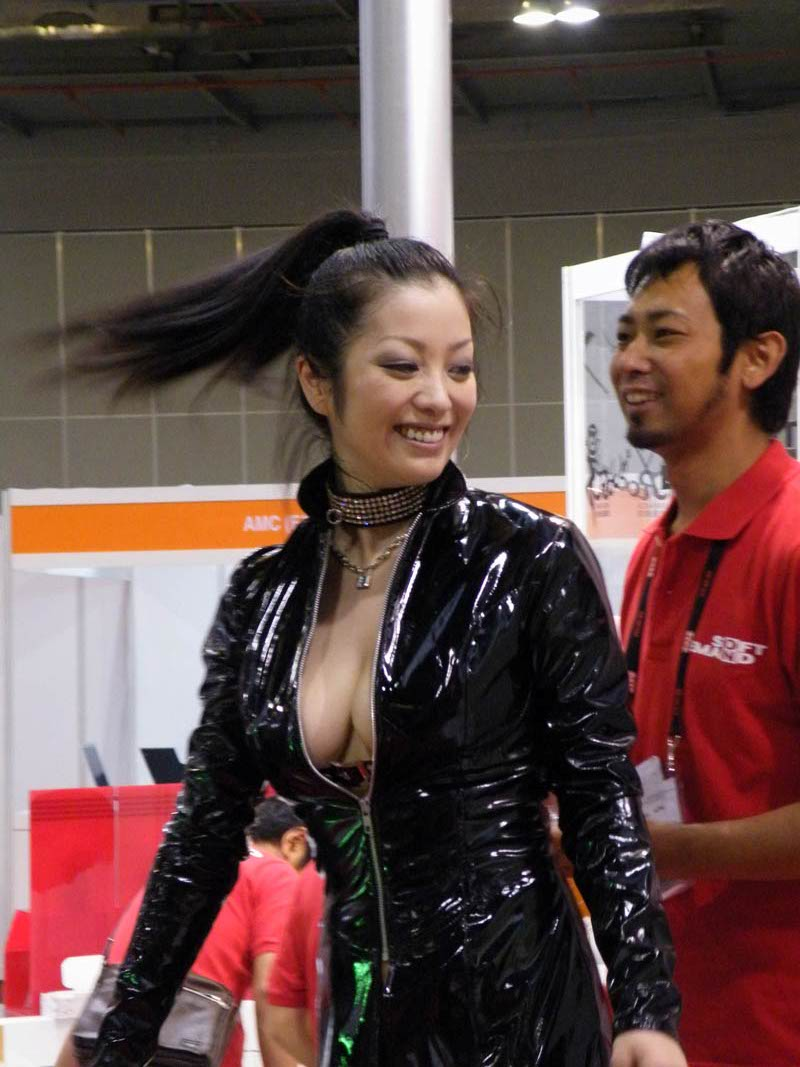
Minako Komukai.

Une gravure idol (グラビアアイドル, gurabia aidoru), parfois raccourci en guradoru (グラドル), est un mannequin japonais posant en bikini, maillot, tenues d'arts martiaux japonais, tenues de combat, tenues de superhéroine issues des tokusatsu ou toute autre tenue plus ou moins provocante, et dont les photographies sont publiées dans des revues et albums-photos visant la population principalement masculine. Récemment, quelques idols bien connues ont publié des DVD de leur propre composition les montrant dans des tenues révélant leurs avantages.
L'âge d'une gravure idol japonaise s'étend de 11 ans (Saaya Irie (en), en 2005) jusqu'à 31 ans (Aki Hoshino en 2008). Une gravure idol ne pose jamais nue (elle perd son nom de gravure idol lorsqu'elle le fait) et ne prend jamais de position sexuelle explicite au cours de son travail (encore que certaines d'entre elles le fassent dans leurs propres publications en DVD). 
Le fait que cette activité ne comporte pas de pose explicitement sexuelle permet à un certain nombre d'entre elles de continuer relativement facilement leur carrière par la suite comme idole, actrice, ou chanteuse. Cependant, un certain nombre terminent dans l'industrie pornographique japonaise.
Le terme de « gravure idol » dérive de celui d'héliogravure, technique de reproduction sur papier glacé des magazines.